# Bayerischer Verdienstorden

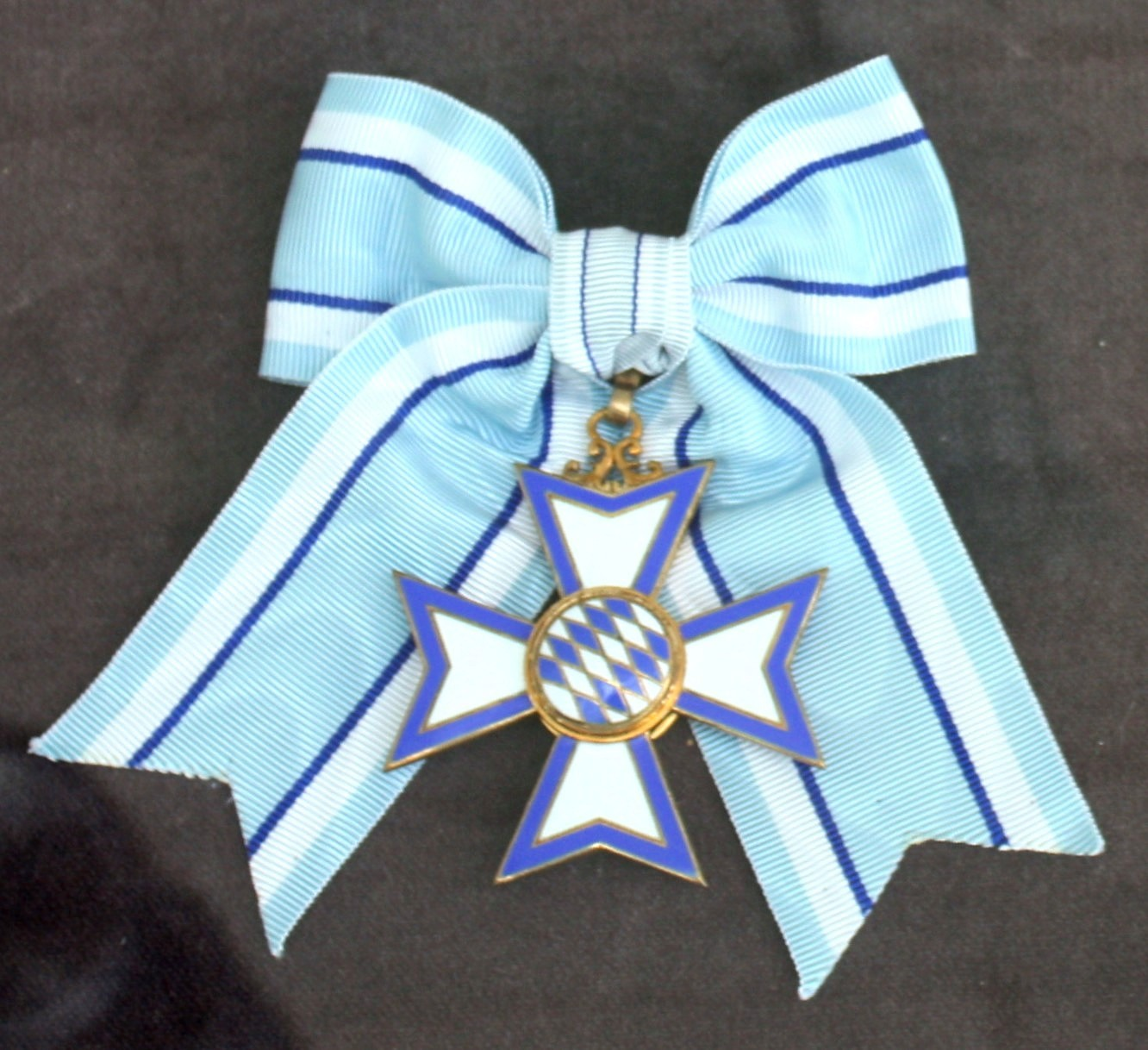
Bayerischer Verdienstorden in Damenausführung

Der Bayerische Verdienstorden ist nach dem Bayerischen Maximiliansorden für Wissenschaft und Kunst der zweithöchste Orden des Freistaates Bayern.

## Geschichte
Der Bayerische Verdienstorden wurde per Gesetz am 11. Juni 1957 vom Bayerischen Ministerpräsidenten Wilhelm Hoegner als „Zeichen ehrender und dankbarer Anerkennung für hervorragende Verdienste um den Freistaat Bayern und das bayerische Volk“ gestiftet.  
Er sieht sich in der Tradition des Ordens vom Pfälzer Löwen, dem ersten bayerischen Verdienstorden, und dessen Nachfolger, dem Verdienstorden der Bayerischen Krone.

## Rechte der Ordensträger
Ordensträger dürfen lebenslang zusammen mit einer Begleitperson unentgeltlich alle Objekte der Bayerischen Verwaltung der staatlichen Schlösser, Gärten und Seen und der staatlichen Museen, Sammlungen und Sonderausstellungen nutzen, soweit diese der Öffentlichkeit zugänglich sind. Auch die kostenlose Nutzung der Bayerischen Schifffahrt auf dem  Ammersee, Königssee, Starnberger See und Tegernsee ist darin enthalten.

## Hersteller
Der bayerische Verdienstorden wurde vom vormaligen königlich bayerischen Hoflieferanten Gebrüder Hemmerle entworfen – der dadurch die Rechte am Design hält – und auch noch heute wird der Verdienstorden – neben vielen anderen bayerischen Orden und Auszeichnungen – in diesem Betrieb produziert.

## Ausgestaltung
Das Ordenszeichen hat die Form eines Malteserkreuzes, dessen Arme auf Vorder- und Rückseite weiß emailliert und mit einem schmalen blauen Emailrand versehen sind. Das Mittelstück ist ein rundes, golden bordiertes Medaillon, das auf der Vorderseite das Rautenwappen und auf der Rückseite den bayerischen Löwen in Gold auf schwarzem Emailgrund zeigt.

## Träger des Bayerischen Verdienstordens
Seit seiner Stiftung wurde der Bayerische Verdienstorden an 5.943 Personen verliehen. Diese Personen werden gesetzlich und offiziell als Inhaber des Ordens bezeichnet. Laut Gesetz ist die Zahl der lebenden Ordensinhaber auf 2.000 Personen begrenzt. Nach der Verleihung am 5. Juli 2023 waren es 1.606.
Der bayerische Ministerpräsident erhält bei Amtsantritt als einzige Person den Orden automatisch, ähnlich der Praxis beim Bundesverdienstkreuz, nach der der Bundespräsident – als Ordensherr – dieses automatisch zum Amtsantritt erhält.

Bei der Verleihung am 20. Juli 2011 wurden erstmals Hinweise zu den Würdenträgern und deren Leistungen gegeben. „Wir wollten der Öffentlichkeit die Hintergründe erläutern“, sagte eine Sprecherin der Staatskanzlei.

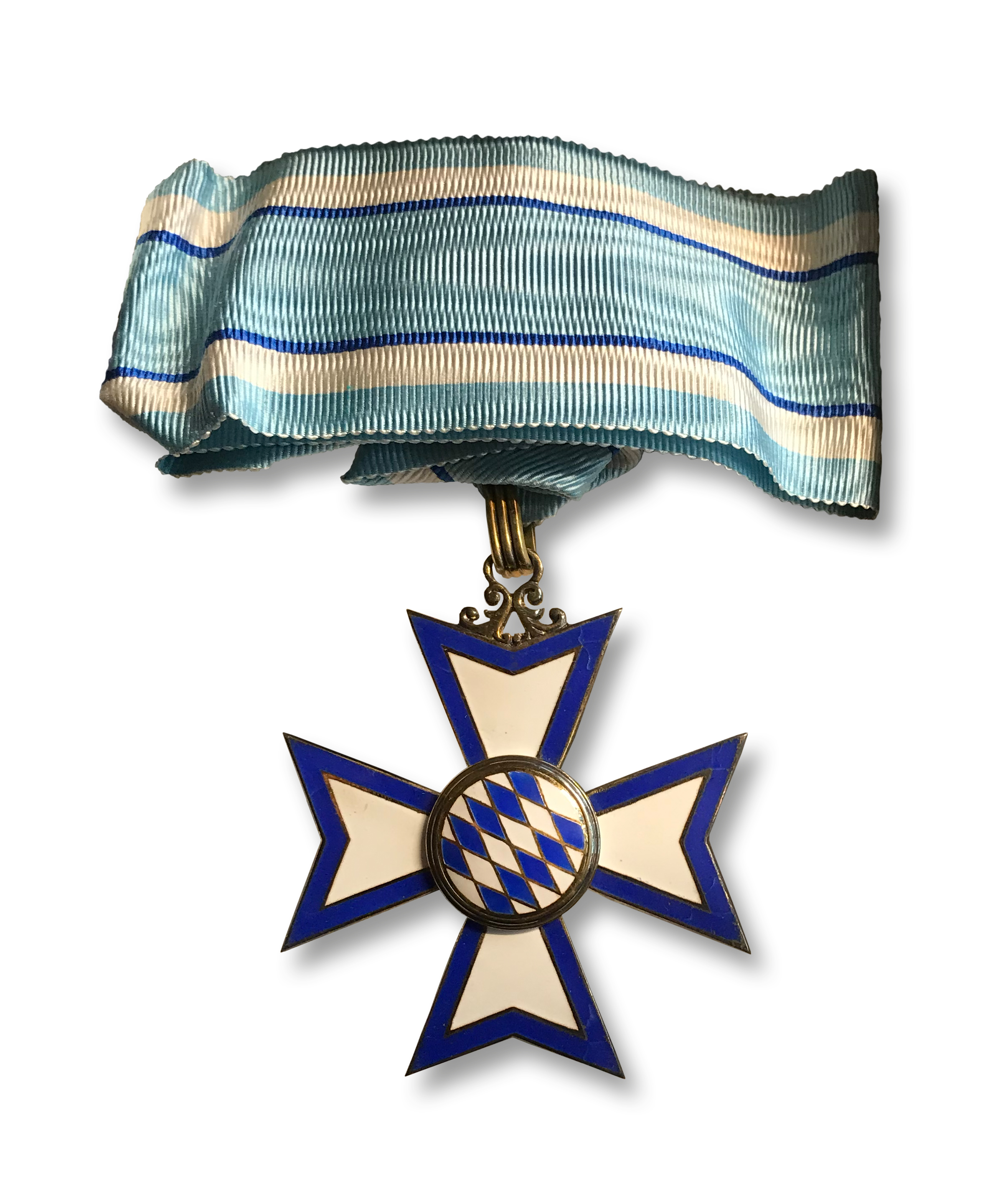
Die Vorderseite (Avers) ist die Wappenseite des Bayerischen Verdienstordens in der Herrenausführung
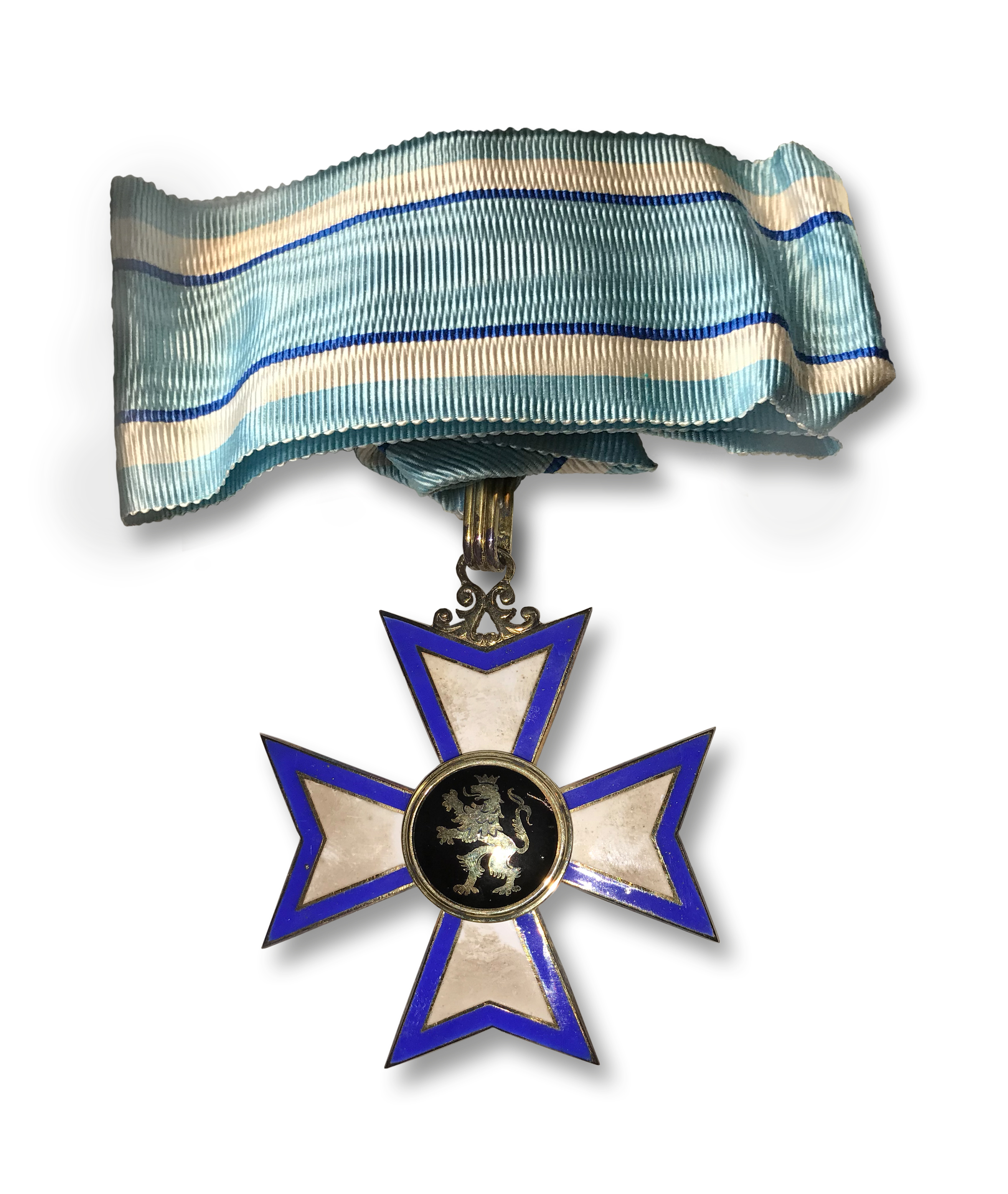
Die Rückseite (Revers) des Bayerischen Verdienstordens in der Herrenausführung
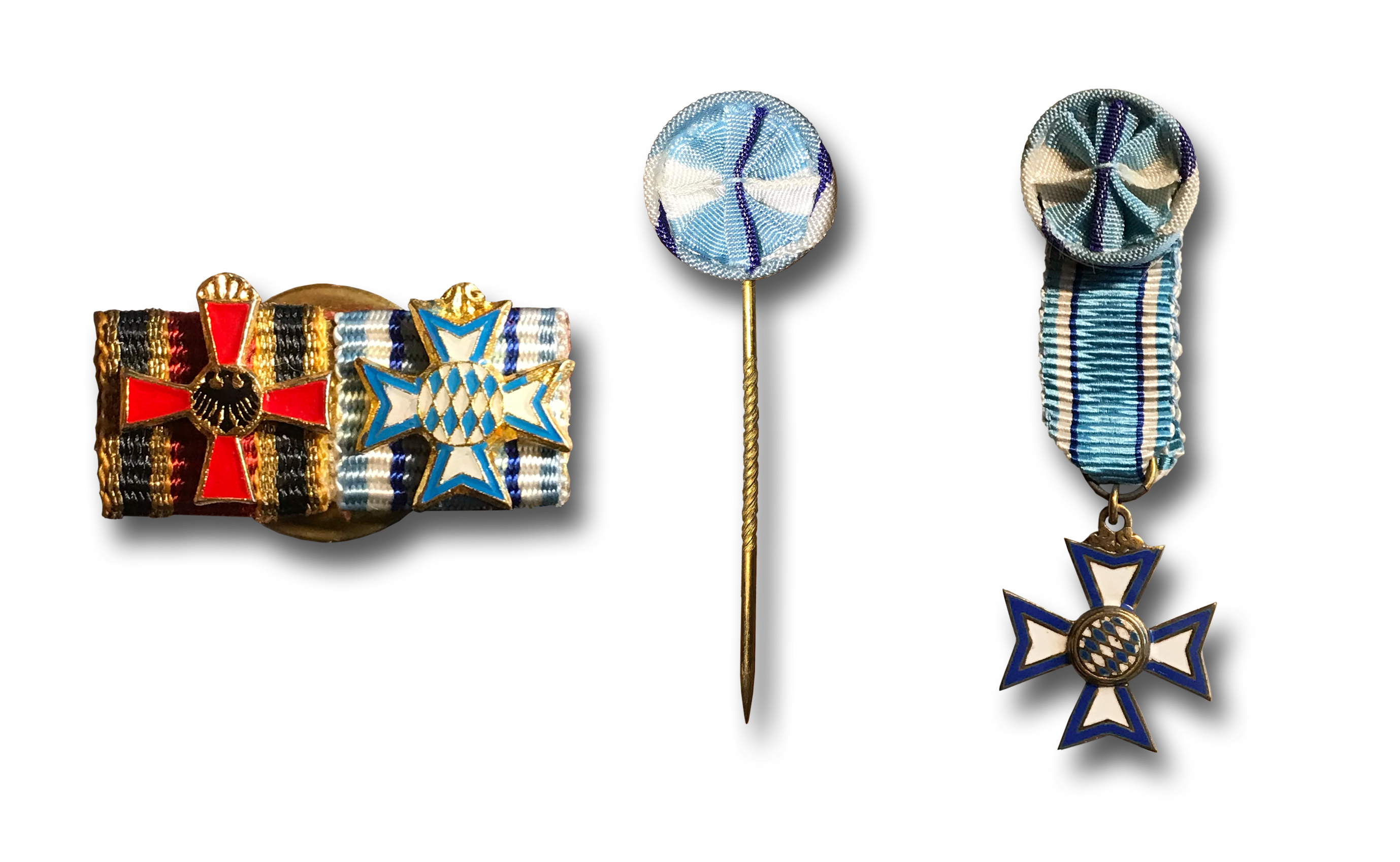
Tragevarianten:  Links: Bandsteg (zusammen mit Großem Verdienstkreuz) Mitte: Kokarde (Reversnadel) Rechts: Kokarde mit Miniaturschluppe